# 吉尔格郎河
吉尔格郎河，位于中华人民共和国新疆维吾尔自治区伊犁哈萨克自治州境内的一条河流，为伊犁河右岸支流。河名为蒙古语“幸福”之意。发源于伊宁县东北天山支脉科古琴山南坡，源流分为北支吐拉苏河和东支萨尔卡尔达河，两源流汇合后转西南流，在伊宁县城北侧3千米处流出山口，之后转向南流，经伊宁县城、穿越218国道后转向西南，进入伊宁市境内，13千米后于托格拉克乡西南汇入伊犁河。河流全长74千米，山口以上集水面积500平方千米。吉尔格郎河径流主要为季节性积雪和降雨补给，汛期一般在3～5月中旬，洪枯水量悬殊。